# Arquidiocese de Calcutá
A Arquidiocese de Calcutá (em latim: Archidioecesis Calcuttensis) é uma arquidiocese metropolitana católica situada em Calcutá, na Índia.
Esta circunscrição eclesiástica, de rito romano, foi criada como um vicariato apostólico pelo Papa Gregório XVI, em 1834. No dia 1 de setembro de 1886, foi elevado a arquidiocese metropolitana pelo Papa Leão XIII, passando a ter como dioceses sufragâneas as seguintes dioceses: Asansol, Bagdogra, Baruipur, Darjeeling, Jalpaiguri, Krishnagar e Raiganj.
A sé desta arquidiocese indiana é a Catedral de Nossa Senhora do Rosário. O atual Arcebispo de Calcutá é Thomas D’Souza, que foi nomeado para este cargo pelo Papa Bento XVI no dia 24 de fevereiro de 2012.

## Prelados
Religiosos responsáveis:
|                        | Nome                                  | Período    | Notas                     |
| Arcebispos             | Arcebispos                            | Arcebispos | Arcebispos                |
| ---------------------- | ------------------------------------- | ---------- | ------------------------- |
| 9º                     | Thomas D’Souza                        | 2012-      | Atual                     |
| 8º                     | Lucas Sirkar, S.D.B.                  | 2002-2012  |                           |
| 7º                     | Henry Sebastian D'Souza               | 1986-2002  |                           |
| 6º                     | Lawrence Trevor Cardeal Picachy, S.J. | 1969-1986  |                           |
| 5º                     | Albert Vincent D'Souza                | 1962-1969  |                           |
| 4º                     | Vivian Anthony Dyer                   | 1960-1962  |                           |
| 3º                     | Ferdinand Perier, S.J.                | 1924-1960  |                           |
| 2º                     | Brice Meuleman, S.J.                  | 1902-1924  |                           |
| 1º                     | Paul Goethals, S.J.                   | 1886–1901  |                           |
| Arcebispos coadjutores |                                       |            |                           |
|                        | Elias Frank                           | 2025-      | Atual                     |
|                        | Thomas D’Souza                        | 2011-2012  |                           |
|                        | Lucas Sirkar, S.D.B.                  | 2000-2002  |                           |
|                        | Henry Sebastian D'Souza               | 1985-1986  |                           |
|                        | Vivian Anthony Dyer                   | 1959-1960  |                           |
|                        | Ferdinand Perier, S.J.                | 1921-1924  |                           |
| Bispos auxiliares      |                                       |            |                           |
|                        | Cyprian Monis                         | 1994-1997  | Nomeado Bispo de Asansol  |
|                        | Joseph Alexander Fernandes            | 1949-1951  | Nomeado Arcebispo de Deli |
| Vigários apostólicos   |                                       |            |                           |
| 7º                     | Paul Goethals, S.J.                   | 1877-1886  |                           |
| 6º                     | Walter Steins, S.J.                   | 1867-1877  |                           |
| 5º                     | Augustus van Heule, S.J.              | 1864–1865  |                           |
| 4º                     | Thomas Olliffe                        | 1855-1859  |                           |
| 3º                     | Patrick Joseph Carew                  | 1842-1855  |                           |
| 2º                     | Jean-Louis Taberd, M.E.P.             | 1838–1840  |                           |
| 1º                     | Robert Saint-Leger                    | 1834–1838  |                           |
| Bispo coadjutor        |                                       |            |                           |
|                        | Thomas Olliffe                        | 1850-1855  |                           |